# حرب التحرير الوطني

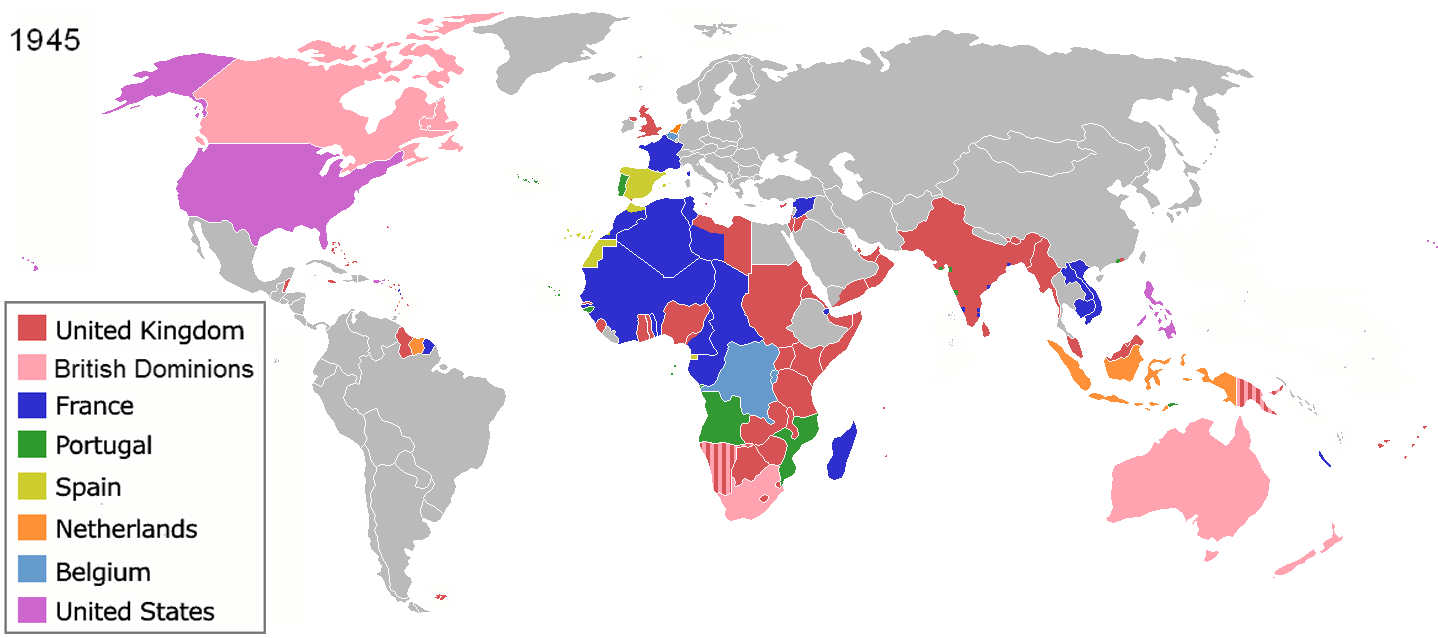

حرب التحرير هو صراع يهدف في المقام الأول إلى تحقيق حرية أو الاستقلال لأمة أو جماعة. وتشمل حربا للإطاحة بالدكتاتور عن السلطة أو إزالة قوة استعمارية. ومثل هذه الحروب غالبا ما تكون غير تقليدية.